# Heimdal (cráter)
Heimdal es un cráter de impacto relativamente reciente en la superficie del planeta Marte . Se encuentra en el área conocida como Vastitas Borealis. Lleva el nombre de la ciudad noruega de Heimdal .
El cráter se encuentra aproximadamente a 20 kilómetros del lugar de aterrizaje de la nave espacial Phoenix . Se cree que el área del lugar de aterrizaje está cubierta por eyecciones excavadas por el impacto que creó Heimdal, aproximadamente 600 millones de años. La nave espacial fue fotografiada durante el aterrizaje por el Mars Reconnaissance Orbiter. Si bien parecía estar sobre el cráter, la nave aterrizo a 20 kilómetros del cráter.